# Walter Wehe
Walter Wehe (* 10. Juni 1900 in Frellstedt; † 1. November 1971 in Braunschweig) war ein deutscher  Gewerkschafter und Politiker der KPD.

## Leben
Wehe besuchte die die Volksschule in Süpplingen. 1914 begann er in eine Lehre bei einem Sattlermeister in Helmstedt, die er 1918 abschloss. Soldat war er vom Mai 1918 bis November 1918. In den folgenden Jahren arbeitete er dann bei verschiedenen Firmen als Sattler. Seit 1922 war er in der KPD und Betriebs- und Gewerkschaftsfunktionär. Walter Wehe war vor 1933 ehrenamtlicher Geschäftsführer des Sattler- und Tapezierer-Verbandes Braunschweig, sondern auch Betriebsrats-Vorsitzender in der Firma Voigtländer & Sohn. Außerdem war er Mitglied in der Unterbezirksleitung der KPD und ihr Spitzenkandidat zur Stadtverordnetenwahl. Er kandidierte noch 1933 für die KPD zum Reichstag. 1933 wurde er viermal verhaftet und 1935 kam für fünf Monate in das KZ Dachau. Er stand bis zum Zusammenbruch unter Gestapo-Überwachung.
Nach 1945 war wieder Betriebsrats-Vorsitzender in der Firma Voigtländer & Sohn und in der KPD aktiv. Er war Mitglied des Ernannten Braunschweigischen Landtages vom 21. Februar 1946 bis zum 21. November 1946 und Vizepräsident des Ernannten Landtages. 1951 wurde er Geschäftsführer der Gewerkschaft Textil-Bekleidung in der Verwaltungsstelle Braunschweig.

## Anerkennung
Der DGB Niedersachsen hat eine Benennung einer Straße nach Walter Wehe in der Bahnstadt in Braunschweig vorgeschlagen.